# Lorenz Jäger

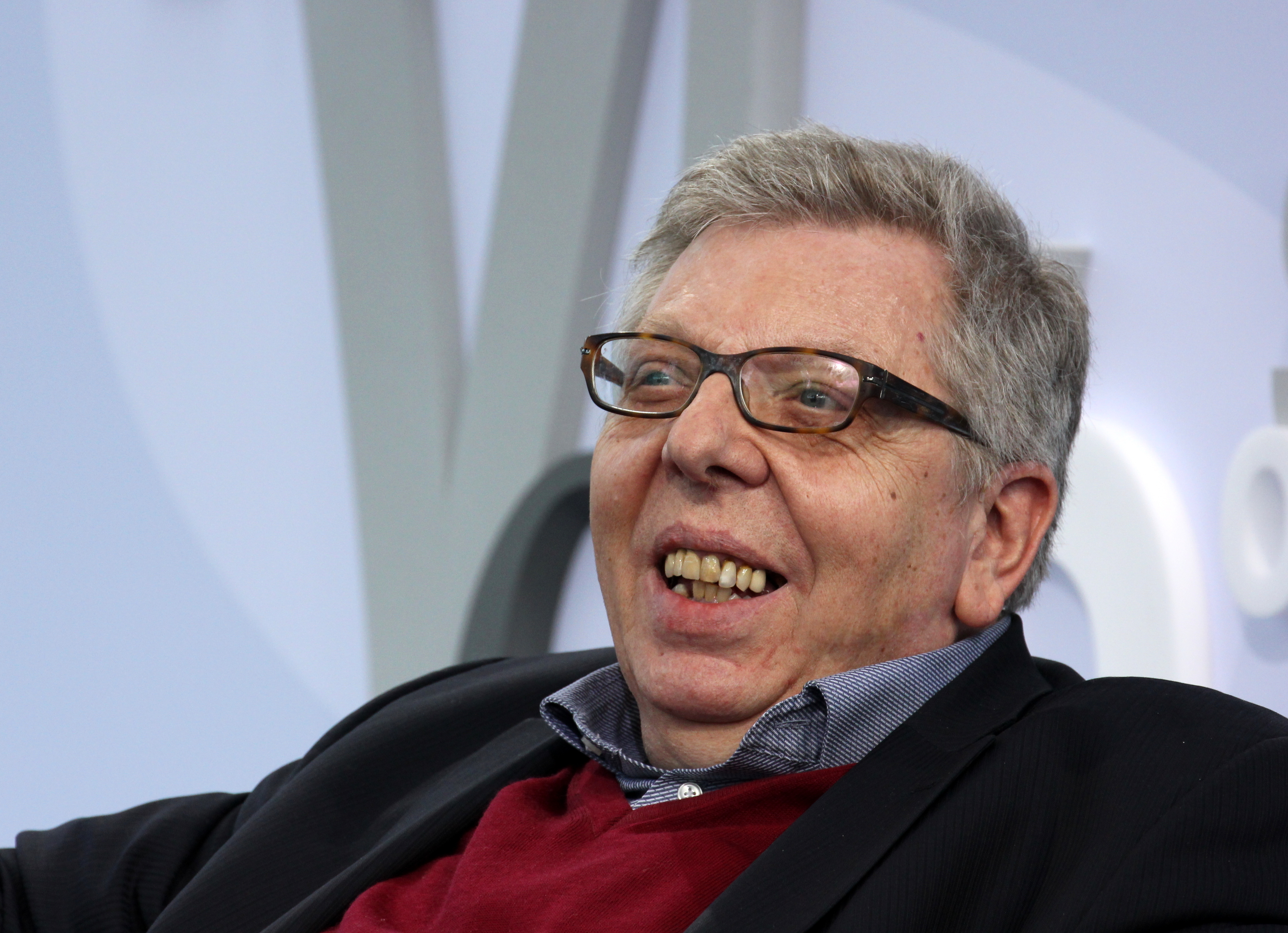
Lorenz Jäger auf dem Blauen Sofa der Leipziger Buchmesse 2017

Lorenz Jäger (* 6. Juni 1951 in Bad Homburg vor der Höhe) ist ein deutscher Soziologe, Germanist und Journalist. Bis 2011 rechnete er sich der Neuen Rechten zu.

## Leben
Lorenz Jäger studierte nach dem Abitur Soziologie und Germanistik an der Philipps-Universität Marburg und der Johann Wolfgang Goethe-Universität Frankfurt am Main. In Marburg habe zu seiner Studienzeit, so Jäger 2009, ein heute kaum noch vorstellbares „Klima des dogmatischen Marxismus“ geherrscht, in dem lediglich vier Professoren „Inseln der Seligen“ bildeten: der Soziologe Heinz Maus, der Germanist Heinz Schlaffer, der Kunsthistoriker Martin Warnke und der Literaturwissenschaftler Gert Mattenklott. Jäger legte bei dem Horkheimer-Schüler Maus 1978 die Prüfung zum Diplomsoziologen ab.
1985 wurde er in Germanistik an der Universität Frankfurt am Main mit der Dissertation Messianische Kritik: Studien zu Leben und Werk von Florens Christian Rang zum Dr. phil. promoviert. Im Anschluss war er an der Kent State University in Ohio tätig. Von 1985 bis 1988 lehrte er an der Hokkaido University in Sapporo (Japan). 2002 war er Gastwissenschaftler am Zentrum für Literatur- und Kulturforschung (ZfL) in Berlin und 2008 Visiting Fellow am German Studies Department der Division of Literatures, Cultures, and Languages der Stanford University in Kalifornien.
1997 wurde er Redakteur im Ressort Geisteswissenschaften der Frankfurter Allgemeinen Zeitung. Zum 1. April 2015 übernahm er die Leitung dieses Ressorts, bis er Ende 2016 in den Ruhestand trat. Sein Nachfolger wurde Patrick Bahners. Seit 2009 schreibt er auch in der Frankfurter Allgemeinen Sonntagszeitung eine Kolumne über religiöse Themen, deren gesammelten Beiträge 2010 in einem Buch erschienen.
Seit 2018 schreibt Jäger eine wöchentliche Kolumne in der Tagespost. Ende 2021 wurde ein Auszug der bis dahin erschienenen Kolumnen unter dem Titel „Blick nach oben: Versuche über religiöse Tradition“ im fe-Medienverlag publiziert.
Er war Juror u. a. beim Geschwister-Scholl-Preis und beim Theodor-W.-Adorno-Preis.
Lorenz Jäger ist mit einer Japanerin verheiratet, hat zwei Kinder und lebt in Frankfurt am Main.

## Werk
Seine 2003 erschienene Biographie Theodor W. Adornos wurde sehr unterschiedlich beurteilt. Hilal Sezgin kritisierte, die Biografie sei „gehässig“ geschrieben und enthalte kaum ein freundliches Wort über Adorno. Die 3sat-Kulturredakteurin Katharina Kleppe bemerkte, Jäger versammle „allerlei Despektierlichkeiten“ über Adorno. „Ein wenig mehr Empathie hätte Lorenz’ Biographie gut zu Gesicht gestanden – der idealerweise um Neutralität bemühten Ausgewogenheit des Biographen zuliebe.“ Der Berichterstatter der dpa stellte fest: „Jägers kritische Darstellung führt letztlich dazu, dass er kaum ein gutes Haar an Adorno lässt. Nicht nur, dass der Verfasser ausgiebig Adorno-Kritiker wie Bertolt Brecht zu Wort kommen lässt, er hält auch die Aktualität des Vordenkers der Kritischen Theorie spätestens mit dessen Todesjahr für gänzlich erloschen. ... Bei soviel Distanz mag man sich am Ende fragen, warum Jäger überhaupt ein Buch über Adorno geschrieben hat.“ Jägers Biographie stehe „dem Projekt einer kritischen Gesellschaftstheorie ... nicht sehr freundlich gegenüber“, konstatierte der Philosoph Johan Frederik Hartle. „Von Solidarität mit der Kritischen Theorie Adornos finden sich in seinem Buch nur sehr wenige Spuren.“ Jörg Lau nannte das Buch hingegen eine „meisterliche Biographie“.
Jäger steht nach Ansicht des Germanisten Mario Scalla in geistiger Nähe zu dem „konservativen Anti-Modernisten“ Martin Mosebach, dessen Buch Häresie der Formlosigkeit er 2002 lobte. Er äußerte Verständnis für Marcel Lefebvre, dessen Weg er aus der Erfahrung mit dem militanten Laizismus Frankreichs erklärt, und urteilte über die Aufhebung der Exkommunikation der vier Bischöfe der Piusbruderschaft: „Der Weg der Kirche zum Frieden mit ihrer eigenen Tradition ist jedenfalls eingeschlagen, das neue Dekret ist ein zweiter Schritt nach dem ersten des ‚Motu proprio‘ zur alten Messe.“ Jägers Katholizismus-Bild ist streng dualistisch: „Es gibt einen Katholizismus, der von seinen Traditionen nicht lassen will, und einen der mehr oder weniger militanten Modernisierung.“ Für die Piusbruderschaft schrieb er einen Artikel zur Geschichte der Freimaurer, der er auch das Buch Hinter dem Großen Orient. Freimaurerei und Revolutionsbewegungen widmete.
Jäger rezensierte das Buch Die Holocaust-Industrie von Norman Finkelstein positiv. Er ist ein Gegner des EU-Beitritts der Türkei.
2006 veröffentlichte Jäger eine Kulturgeschichte des Hakenkreuzes. Der Historiker Bernd Buchner, ein Schüler von Helmut Berding, zeigte sich entsetzt: „Jägers Buch ist eine Hakenkreuz-Apologie. Er macht sich darin nicht einmal die Mühe, das völkische und von den Nationalsozialisten freudig aufgegriffene Gegensatzpaar ‚Arier‘ – ‚Jude‘ als das zu bezeichnen, was es ist, nämlich als historisch und wissenschaftlich unhaltbar.“ Jäger erwecke „den Eindruck, als bedauere er die Tabuisierung des Symbols nach dem Zweiten Weltkrieg und wünsche sich eine Art Revival.“
2009 kritisierte Jäger auf der Titelseite der FAZ die Entscheidung, den Hessischen Kulturpreis nicht an den Schriftsteller und Islamwissenschaftler Navid Kermani zu verleihen, bzw. diese Verleihung zu widerrufen. Er ist Kritiker der amerikanischen Neokonservativen und des islamfeindlichen deutschen Blogs Politically Incorrect, dem er einen „Extremismus der Mitte“ vorwirft.
2012 erschien sein Buch Signaturen des Schicksals im Verlag Matthes & Seitz.
Zu den Thesen des Historikers Ernst Nolte, der 1986 den Historikerstreit auslöste, sagte Jäger in einem Focus-Interview, dieser habe „sich mit dem Kern seines Arguments auf stille Weise durchgesetzt“. Im Januar 2013 erschien von Jäger in der FAZ ein Artikel zu Noltes 90. Geburtstag.
2017 erschien Jägers Biographie über Walter Benjamin. Micha Brumlik kritisierte in der taz, darin würde Benjamin das Deutschsein abgesprochen, das nach Jäger eben mehr sei als „Bildungsgang und […] Staatsangehörigkeit“, und rückte dessen „pseudophilosemitische“ Deutung in die Nähe des antisemitischen Stereotyps vom jüdischen Bolschewismus.
Jäger schreibt gelegentlich Artikel für die katholische Zeitung Die Tagespost.

## Distanzierung von der Neuen Rechten
Noch 2005 bezeichnete ihn Jürgen Habermas „als Rechtsaußen der FAZ-Feuilleton-Redaktion einschlägig bekannt“.
Am 5. Oktober 2011 veröffentlichte Jäger in der FAZ seinen Artikel Adieu, Kameraden, ich bin Gutmensch, mit dem er sich von den Neuen Rechten distanziert: „Nein, ich bin nicht mehr dabei, please count me out. Es war eine schöne Zeit, diese vergangenen zehn Jahre unter Rechten, ich gestehe es. Vor allem aber war sie bequem.“ Dieser Artikel wurde unterschiedlich bewertet.
Die tageszeitung vermutete bei Jäger „seriöse Motive“, kritisiert aber seine Annahme, der Konservatismus sei „zu einer Ideologie […] der Kriegsverkäufer geworden“. In Wahrheit sei er das immer gewesen.

## Veröffentlichungen
Monografien
- Messianische Kritik. Studien zu Leben und Werk von Florens Christian Rang (= Europäische Kulturstudien. Bd. 8). Böhlau, Köln u. a. 1983, ISBN 3-412-03196-8.
- Adorno. Eine politische Biographie. DVA, München 2003, ISBN 3-421-05493-2. (engl. Übersetzung durch Stewart Spencer, Yale University Press, 2004; Pantheon, 2009).
- Das Hakenkreuz. Zeichen im Weltbürgerkrieg. Eine Kulturgeschichte. Karolinger, Wien u. a. 2006, ISBN 3-85418-119-1.
- Hinter dem Großen Orient. Freimaurerei und Revolutionsbewegungen. Karolinger, Wien u. a. 2009, ISBN 978-3-85418-134-7.
- Die schöne Kunst, das Schicksal zu lesen. Kleines Brevier der Astrologie. Zu Klampen, Springe 2009, ISBN 978-3-86674-039-6.
- Hauptsachen. Gedanken und Einsichten über den Glauben und die Kirche. (= Edition Vatican-Magazin). Mit einem Vorwort von Martin Mosebach. Fe-Medien, Kißlegg 2010, ISBN 978-3-939684-92-3.
- Signaturen des Schicksals (= Kleine Reihe). Matthes & Seitz Berlin, Berlin 2012, ISBN 978-3-88221-971-5.
- Unterschied. Widerspruch. Krieg. Zur politischen Theologie jüdischer Intellektueller. Karolinger, Wien u. a. 2013, ISBN 978-3-85418-152-1.
- Prägungen. Karolinger, Wien u. a. 2013, ISBN 978-3-85418-150-7.
- Fromme Übungen. Fe-Medien, Kißlegg 2013, ISBN 978-3-86357-059-0.
- Beschädigte Schönheit. Eine Ästhetik des Handicaps (= ZuKlampen-Essay). Zu Klampen, Springe 2014, ISBN 978-3-86674-232-1.
- Walter Benjamin. Das Leben eines Unvollendeten. Rowohlt, Berlin 2017, ISBN 978-3-87134-821-1.
- Heidegger. Ein deutsches Leben. Rowohlt, Berlin 2021, ISBN 978-3-7371-0036-6.[31]
- Blick nach oben. Versuche über religiöse Tradition. Fe-Medien, Kißlegg 2021, ISBN 978-3-86357-329-4.
- Die Kunst des Lebens, die Kunst des Sterbens. Rowohlt, Berlin 2024, ISBN 978-3-7371-0170-7.

Herausgeberschaften
- mit Thomas Regehly (Hrsg.): „Was nie geschrieben wurde, lesen“. Aisthesis, Bielefeld 1992, ISBN 3-925670-46-7.